# Paradol
Pour les articles homonymes, voir Paradol (homonymie).
Le Paradol ou (6)-paradol, est un composé phénolique (de la famille des vanilloïdes) au goût piquant (pseudo-chaleur).

## Structure et chimie
Le [6]-paradol a une structure très proche du zingérone (ou (0)-paradol) avec une chaîne carbonée plus longue de 6 atomes en position bêta du groupement cétone.

## Rôle dans le goût
C’est lui qui donne l'impression de feu de la graine de maniguette (« Graine du paradis ») et en partie de celui du gingembre.

## Activité
Le [6]-paradol a une activité antioxydante et antitumeur,.